# Xã Fairfax, Quận Gregory, South Dakota
Xã Fairfax (tiếng Anh: Fairfax Township) là một xã thuộc quận Gregory, tiểu bang Nam Dakota, Hoa Kỳ. Năm 2010, dân số của xã này là 62 người.